# All Twelve Inches
All Twelve Inches est un album du groupe anglais The Stranglers. Il s'agit d'une compilation de remixes sortis précédemment sur des maxi 45 tours. Le disque compact est sorti en 1992.

## Musiciens
- Hugh Cornwell, chant et guitares
- Jean-Jacques Burnel, basse et chant
- Dave Greenfield, claviers et chœurs
- Jet Black, batteries, percussions

## Titres
1. Midnight Summer Dream (Extended Version) (10:35). Produit par The Stranglers et Steve Churchyard. Mixé par Tony Visconti.
2. Skin Deep (Extended Version) (7:12).
3. No Mercy (Cement Mix) (6:46).
4. Let Me Down Easy (Extended Version) (6:30).
5. Nice In Nice (Porridge Mix) (6:11). Produit par The Stranglers et Mike Kemp. Remixé par Ted Hayton.
6. Always The Sun (Hot Mix) (5:58). Produit par The Stranglers et Mike Kemp. Remixé par The Stranglers.
7. Big In America (Texas Mix) (4:57). Produit par The Stranglers et Mike Kemp. Remixé par Ted Hayton.
8. Shakin' Like A Leaf (Jelly Mix) (4:16). Produit par Laurie Latham pour Lol Productions Ltd. Remixé par Jean Jacques Burnel.
9. All Day and All of the Night (Jeff Remix) (4:30). Produit par The Stranglers et Ted Hayton, remixé par Jean-Jacques Burnel "Barracuda Mix".
10. Was It You? (Extended Version) (5:20) Produit par The Stranglers et Ted Hayton.
11. 96 Tears (The Tearaway Mix) (4:59). Produit par Roy Thomas Baker. Enregistré par Timm Baldwin.
12. Sweet Smell Of Success (Indie-Pendence Mix) (5:08). Produit par Roy Thomas Baker, enregistré par Timm Baldwin. Remix par Judge Jules.

- Toutes les chansons sont écrites par The Stranglers sauf All Day and All of the Night, écrite par Ray Davies, des Kinks, et 96 Tears, écrite par Rudy Martinez de Question Mark and the Mysterians.